# Big Punisher
Big Punisher  (rövidítve Big Pun, polgári nevén Christopher Lee Rios) (Bronx, 1971. november 9. – White Plains, 2000. február 7.) amerikai rapper.

## Élete és pályafutása
Bronxban született. Anyja kábítószerfüggő volt, apja fiatalon meghalt. 
Big Pun főként Fat Joe rapper társaként ismert, sok rapszámban szerepelnek együtt. A neve szó szerint "Nagy Büntetőt" jelent.
Első lemeze Capital Punishment (Halálbüntetés) címmel jelent meg 1998-ban. Az album nagy sikert ért el, Grammy-díjra is jelölték a Legjobb Rap Album kategóriában. Második albuma 2000-ben jelent meg Yeeeah Baby címmel. Big Pun utolsó lemeze 2001-ben jelent meg Endangered Species (Veszélyeztetett fajok) néven. Best-of-lemez is készült 2009-ben, The Legacy: The Best of Big Pun címmel.
Saját lemezkiadó céget is működtetett Terror Squad néven. A név egyébként sokszor előfordult a számokban is.
2000-ben hunyt el, túlsúlya miatti szívrohamban.

## Diszkográfia

### Stúdióalbumok
- Capital Punishment (1998)
- Yeeeah Baby (2000)
- Endangered Species (2001)

### Társas (kollaboratív) albumok
- Don Cartagena (1998)
- The Album (1999)

### Válogatáslemez
- The Legacy: The Best of Big Pun (2009)